# Sare Adama
Sare Adama är en ort i Gambia. Den ligger i regionen Central River, i den östra delen av landet, 180 km öster om huvudstaden Banjul. Antalet invånare var 210 vid folkräkningen 2013.